# William Bambridge
William Bambridge (* 19. März 1820 in Windsor (Berkshire), Vereinigtes Königreich von Großbritannien und Irland; † 1. Mai 1879 in Wandsworth (Essex), Vereinigtes Königreich) war ein britischer Lehrer, Missionar und ein Fotograf der Königin Victoria von Großbritannien und Irland.

## Familie
William Bambridge war der zweite Sohn des Flötisten George White Bambridge († 1860) und seiner zweiten Frau Harriet, die kurz nach der Geburt ihres dritten Sohns im Juni 1821 starb. 1848 heiratete George Bambridge erneut; seine dritte Frau Mary gebar drei Kinder, das letzte im Dezember 1854. William Bambridge heiratete am 2. November 1841 in Clewer bei Windsor (Berkshire) Sophia Thorington. Diese gebar die Kinder William Samuel, George Frederick, Sophia Esther, Ernest, Charles und Arthur. William Samuel wurde ein Musikprofessor, Komponist und Organist am Marlborough College, George Frederick der Sekretär des britischen Prinzen Alfred, Ernest, Charles und Arthur Fußballspieler der englischen Nationalmannschaft. Arthur studierte in den 1880er Jahren Malerei, von 1884 bis 1885 an der Kunstakademie in Düsseldorf, wo er heiratete und bis 1891 wohnte. George Fredericks Sohn George Louis St Clair Bambridge, seit 1922 im diplomatischen Dienst des Vereinigten Königreichs, heiratete 1924 Elsie, die Tochter des Schriftstellers Rudyard Kipling.

## Wirken als Lehrer und Missionar
Nachdem William Bambridge eine Ausbildung als Lehrer erworben hatte, wurde er 1841 von George Selwyn (1809–1878), der am 17. Oktober 1841 zum ersten anglikanischen Bischof von Neuseeland konsekriert worden war, engagiert, um mit ihm und weiteren Missionaren, einschließlich William Cotton (1813–1879), die neuseeländische Mission voranzutreiben. Neuseeland war 1841 vom Vereinigten Königreich offiziell als Kolonie annektiert und in das britische Weltreich eingegliedert worden, um kolonialen Bestrebungen Frankreichs einen Riegel vorschieben. Die Missionare erreichten am 30. Mai 1842 Auckland, wo sie einige Tage Gäste des britischen Gouverneurs William Hobson waren. Im Juni 1842 erreichten sie die elf Jahre alte Te Waimate Mission der Church Mission Society. Dort wurden Bambridges Söhne William Samuel (1842) und George Frederick (1844) geboren. 1844 zog die Familie in die Nähe von Auckland, wo Selwyn Land für eine neue anglikanische Ansiedlung gekauft hatte. Dort wurde die Tochter Sophia Esther geboren. Die widrigen Lebensumstände und das Drängen seiner Frau veranlassten Bambridge, im Dezember 1847 mit seiner Familie nach England zurückzukehren, wo sie im Mai 1848 eintrafen.

## Wirken als Fotograf

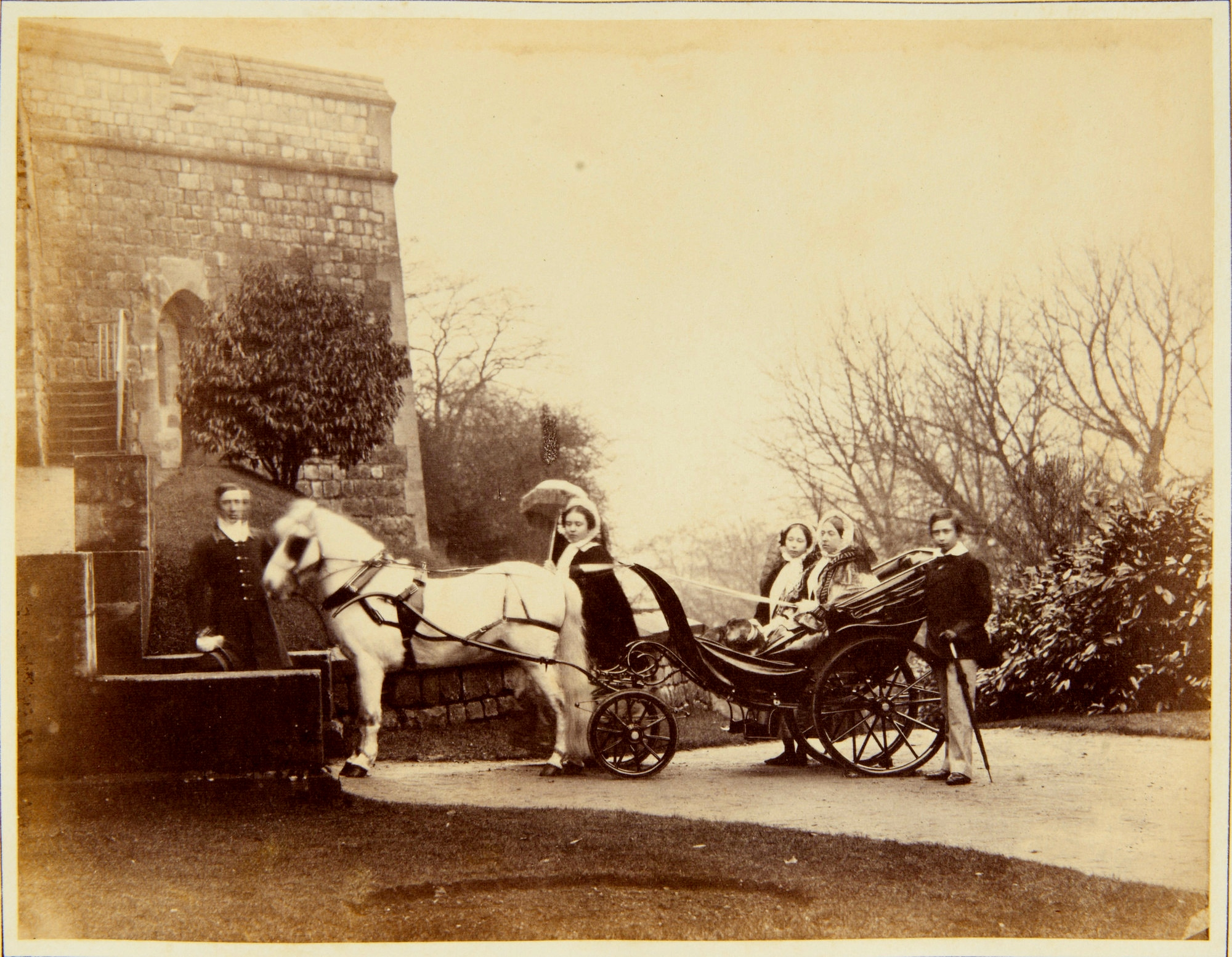
Her Majesty the Queen, The Prince of Wales, Princess Royal and Princess Alice, 1854

Kurz nach seiner Rückkehr nach England trat Bambridge in das Atelier des Fotopioniers William Henry Fox Talbot ein. Im Sommer 1854 begann er, für die britische Königin Victoria als Fotograf zu arbeiten. 69 Rechnungen, die er zwischen 1854 und 1869 bei der königlichen Privatschatulle einreichte, zeigen, dass er – zwar nicht dem königlichen Haushalt angehörend – so doch für den Aufbau einer fotografischen Kollektion der Königin zuständig war. Diese Kollektion umfasste anfänglich Aufnahmen der Hunde (darunter Looty, 1865) und des Zwingers der Königin sowie einige Tiere ihrer Menagerie, sodann aber den Aufbau einer fotografischen Dokumentation des königlichen Haushalts und den Aufbau einer Fotosammlung in Alben, die auch Fotos einschloss, welche die Kinder der Königin, insbesondere Prinz Alfred, aufgenommen hatten. Besondere Bedeutung erlangten Aufnahmen, die Bambridge von Angehörigen der königlichen Familie gemacht hatte. Einige Fotos dienten den deutschen Malern Franz Xaver Winterhalter und Friedrich Wilhelm Keyl offenbar als Vorlagen. Bambridge setzte seine fotografischen Arbeiten bei unterschiedlichen Gelegenheiten für Angehörige der königlichen Familie bis in die 1870er Jahre fort. So trug er insbesondere zur Raffael-Kollektion des Prinzgemahls Albert bei, indem er von Raffael-Bildern des Prinzgemahls Fotos aufnahm und indem er von bestehenden Negativen Abzüge fertigte. Auch begleitete er den Prinzen Alfred auf seiner Fregatte HMS Galatea bei einer Weltreise nach Australien und Neuseeland. Im Unterschied zu den Aufnahmen Roger Fentons und Ernst Beckers, die ebenfalls für die königliche Familie fotografierten, wird Bambridges Fotografie von der Kunstwissenschaft bloß als tüchtig, jedoch nicht als brillant eingeschätzt.